# Gagea taurica
Gagea taurica là một loài thực vật có hoa trong họ Liliaceae. Loài này được Steven miêu tả khoa học đầu tiên năm 1857.